# Opel Junior
L’Opel Junior est un concept car trois portes d’Opel. Elle a été présentée en 1983 au Salon de l'automobile de Francfort. Chris Bangle a conçu l’intérieur de la voiture en collaboration avec Gert Volker Hildebrand.
Le nom Junior a ensuite été utilisé comme nom de code pour l’Opel Adam. La voiture est maintenant dans l’atelier Opel Classic à Rüsselsheim am Main.

## Technologie
L’Opel Junior est basée sur l’Opel Corsa A. Mais elle est beaucoup plus compacte. La carrosserie avait un coefficient de traînée de seulement 0,31.
L’intérieur est en partie modulable et peut être adapté selon vos propres idées. Les sièges peuvent également servir de sac de couchage et la radio peut être retirée.